# Moussy-Verneuil
 Moussy-Verneuil  es una población y comuna francesa, situada en la región de Picardía, departamento de Aisne, en el distrito de Laon y cantón de Craonne.

## Demografía
| 266 | 204 | 307 | 327 | 340 | 326 | 333 | 340 | 287 | 271 | 276 | 252 | 238 | 264 | 277 | 266 | 219 | 216 | 201 | 176 | 55 | 123 | 155 | 123 | 128 | 137 | 122 | 128 | 109 | 92 | 103 | 113 | 130 |
| Para los censos de 1962 a 1999 la población legal corresponde a la población sin duplicidades (Fuente: INSEE [Consultar]) |     |     |     |     |     |     |     |     |     |     |     |     |     |     |     |     |     |     |     |    |     |     |     |     |     |     |     |     |    |     |     |     |